# Steve Noble
Steve Noble (Streatley, 16 maart 1960) is een Britse jazzdrummer van de modernjazz en de improvisatiemuziek.

## Biografie
Noble was een student van de Nigeriaanse drummer Elkan Ogunde. Begin jaren 1980 was hij lid van de band Rip Rig & Panic. In 1985 nam hij deel aan het Jazz Festival van Thessaloniki als lid van de band van Derek Bailey, met wie hij ook de volgende jaren samenwerkte.
Bovendien was hij ook actief in andere groepen, o.a. in de groep This, That and Other van Tristan Honsinger, het Ki-project van Hans Burgener, de Pandaemonium Brassband en Trio van Tim Hill, het Hans Koch/Jacques Demierre-project en Standard Conversions van Lol Coxhill. Hij werkt in trio-formaties met Davey William en Oren Marshall, respectievelijk Oren Marshall en Steve Buckley en And met Derek Bailey en Pat Thomas. Met Pat Thomas, John Edwards en John Telfer vormde hij een kwartet.
Hij werkte jarenlang samen met gitarist en klarinettist Alex Ward en pianist Alex Maguire en The Bow Gamelan Ensemble onder Paul Burwell.

## Discografie
- 1987: Live at Oscars met Alex Maguire
- 1987: Once met Lee Konitz, Richard Teitelbaum, Carlos Zingaro, Tristan Honsinger, Barre Phillips, Derek Bailey
- 1989/1990: Ya boo, reel & rumble met Alex Ward
- 1990: Tumbala Casa! Trios vol. 1 met Billy Jenkins, Oren Marshall
- 1991: Bigshots met Tony Bevan, Paul Rogers
- 1995: Twisters met Tony Bevan, Alexander Frangenheim
- 1995: Flathead Reunion met Oren Marshall, Davey Williams
- 1996: Bud ;oon met Oren Marshall, Steve Buckley
- 1996: Bent met Franz Hautzinger, Helge Hinteregger, Oren Marshall
- 1997: Zap II met Paul Dunmall, John Adams, Oren Marshall, Mark Sanders
- 1997: And met Derek Bailey, Pat Thomas
- 1997: Improvisation met Derek Bailey, Pat Thomas
- 1999: Axis of Cavity met Simon Rose, Simon H. Fell
- 1999: Proceedings met Chris Burn, Matt Davis, Roland Ramanan, Ian Smeth, Gail Brand, Alan Tomlinson, Neil Metcalfe, Terry Day, Alex Ward, Harrison Smeth, Tom Chant, Lol Coxhill, John Butcher, Evan Parker, Caroline Kraabel, Adrian Northover, Nigel Coombes, Joe Townsend, Phil Wachsmann, Nikos Veliotis, John Edwards, Simon H. Fell, Rhodri Davies, John Bisset, Steve Beresford, Ansuman Biswas, Mark Sanders, Kaffe Matthews, Dave Tucker
- 2000: Homework met Dave Tucker, Evan Parker, John Edwards
- 2000: False Cace Society met John Edwards, Alex Ward
- 2000: The Hearing Continues... met Harry Beckett, Ian Smeth, Robert Jarvis, Alan Tomlinson, Neil Metcalfe, Terry Day, Alex Ward, John Rangecroft, Jacques Foschia, Harrison Smeth, Hans Koch, Tom Chant, John Butcher, Evan Parker, Caroline Kraabel, Adrian Northover, Gary Todd, Nigel Coombes, Phil Wachsmann, Charlotte Hug, Marcio Mattos, Dave Tucker, Mark Wastell, John Edwards, Simon H. Fell, David Leahy, Rhodri Davies, John Bisset, Steve Beresford, Veryan Weston, Tony Marsh, Louis Moholo, Mark Sanders, Knut Aufermann, Pat Thomas, Orphy Robinson
- 2000: Zap III met Paul Dunmall, Philip Gibbs, John Adams, Oren Marshall
- 2001:Out to Launch met Lol Coxhill, Knut Aufermann, Steve Beresford, Olly Blanchflower, Lu Edmonds, Michael Kosmides, Neil Metcalfe, Paul Rutherford, Ian Smeth, Pat Thomas, Veryan Weston
- 2001: Barbarians met Derek Bailey, Pat Thomas
- 2002-05: Composition No. 62: Compilation IV met Alex Ward, Clive Bell, Mick Beck, Evan Parker, Damien Royannais, Roland Ramanan, Angharad Davies, Phil Wachsmann, B.J. Cole, Rhodri Davies, Simon H. Fell, Philip Joseph
- 2003: The Ins and Outs met Alan Wilkinson, Marcio Mattos
- 2003: The Society of the Spectacle met Simon Rose, Simon H. Fell
- 2003: Help Point met Alex Ward, Luke Barlow, Simon H. Fell
- 2013: Peter Brötzmann/Steve Noble: I Am Here Where Are You
- 2015: Stefan Keune, Dominic Lash, Steve Noble: Fractions (NoBusiness Records)
- 2017: Johan Berthling, Martin Küchen & Steve Noble: Threnody, at the Gates (Trost Records)
- 2017: Steve Noble / Yoni Silver: Home (Aural Terrains)

- Bibsys: 12045293
- Biblioteca Nacional de España: XX5561124
- Bibliothèque nationale de France: cb16962867r (data)
- International Standard Name Identifier: 0000 0000 7678 9643
- Library of Congress Control Number: no98005076
- MusicBrainz: ac3495e0-c927-48e6-9499-de8c2c3c8dd8
- Nationale Bibliotheek van Israël: 987007406599505171
- Virtual International Authority File: 106618271
- WorldCat: E39PBJd3KMCTp63mWtGRGFPmh3